# Sulfure d'indium(III)
Le sulfure d'indium(III) est un composé inorganique de formule  In2S3.

## Histoire
Le sulfure d'indium est le premier composé de l'indium à avoir été décrit sans le savoir en 1863 par F. Reich et Th. Richter, puisqu'il était dispersé tel quel au sein de la blende de Freiberg analysé à l'école des mines de Freiberg. Ils déterminèrent ainsi l'existence de l'indium comme élément à partir du précipité de sulfure, soumis à un test de flamme et à l'obtention d'un spectre à raies caractéristiques inconnues en spectrométrie de flamme.

## Structure et propriétés
Le sulfure d'indium est connu sous la forme de trois structures (polymorphes) :
- rouge jusqu'à 450 °C, le β-In2S3 qui a une structure de type spinelle (tétragonale) défectueuse (groupe d'espace {\displaystyle I4_{1}/amd\;}[5]) puis
- jaune de 450 à 750 °C, l'α-In2S3 qui possède une structure cubique défectueuse (groupe d'espace {\displaystyle P{\bar {3}}ml\;}[6]), et
- au-delà de 750 °C, le γ-In2S3 qui a une structure en couches (groupe d'espace {\displaystyle Fm3d\;}[6]).

La forme rouge, β, est considérée comme étant la plus stable à température ambiante, mais la forme jaune, métastable mais en pratique observable, autrefois décrite par ses écailles brillantes, peut aussi exister selon la méthode par laquelle il a été produit.
In2S3 présente des centres tétraédriques d'In(III) liés à quatre ligands sulfure. Le β-In2S3 est diamagnétique; c'est un semi-conducteur de type n, avec une largeur de bande interdite de 2 à 2,2 eV. Il a été proposé pour remplacer le sulfure de cadmium (CdS), dangereux, comme couche tampon dans les cellules photovoltaïques.
Comme les autres solides covalents proches, In2S3 est soluble dans beaucoup de solvants mais pas dans l'eau. Il est attaqué par les acides minéraux parfois étendus ou dilués, ainsi que les sulfures. Il est légèrement soluble dans le sulfure de sodium (Na2S).

## Synthèse
Il est généralement préparé en laboratoire par combinaison directe des corps simples des deux éléments.
Des techniques CVD à partir de complexes volatils d'indium et de soufre, par exemple des dithio carbamates (comme Et2InIIICNEt-C(=S)-SEt) a été étudiées.
Dans l'ancienne chimie minérale, par exemple enseignée par Louis Troost, le sulfure d'indium In2S3 jaune était obtenu soit par voie sèche soit par voie humide. La première méthode sèche proposait une calcination d'un mélange d'oxyde d'indium, de soufre et de carbonate de sodium. Elle se concluait par un lavage à l'eau bouillante.
In2O3 solide cristal +  4 S poudre de soufre + Na2CO3 carbonate de soude →  In2S3 solide insoluble dans l'eau bouillante + Na2SO4 sulfate de sodium soluble dans l'eau + CO2 gaz carbonique (bullage)
La seconde voie humide était la réaction d'acide sulfurique dilué avec l'acétate d'indium.